# Nincs rejtegetnivaló (Hősök)
A Nincs rejtegetnivaló a Hősök című amerikai televíziós sorozat hetedik epizódja. Amerikában 2006. november 6-án sugározták először, míg Magyarországon szokatlanul hamar, 2007. április 12-én.

## Cselekmény
|  | Alább a cselekmény részletei következnek! |

Peter épp Charles Deveaux-ról álmodik, Simone apjáról, amikor hirtelen megjelenik Simone, és elmondja Peternek, hogy az apja egy órával ezelőtt meghalt. Isaac-hez mennek, de Isaac fogta a festményeit és lelépett. Simone nagyon sajnálja, ami az apjával történt, ezért segít Peternek. Elárulja, hogy a legelső festményt, ami hiányzik a képsorozatból, egy Linderman nevű embernek adta el. Heidi, Nathan felesége meggyőzi Nathan-t, hogy adjanak egy interjút egy újságnak. Peter az interjú közben jelenik meg, és arra kéri Petert, hogy szerezze meg Linderman-től azt a festményt. Később az újságíró felhozza, hogy mit keresett Nathan Las Vegas-ban, felhozza Nikit is, de Peter kimagyarázza, és úgy állítja be, mintha Nathan mindent miatta tett volna. Nathan este telefonál Linderman-nek, és elkéri tőle a festményét, de Linderman nem adja oda.
Zach megtalálja Claire kazettáját az ágya alatt, aztán pedig lerakja Claire-ék asztalára, ahonnan Lyle kiveszi. Megnézi a felvételeket, és Claire észre is veszi de azt hazudja, hogy számítógéppel csinálták. Természetesen Lyle nem hisz neki, ezért megszúrja egy tűzőgéppel, Claire sebe pedig a szeme láttára gyógyul be. Lyle elveszi a felvételt és elszalad. Claire és Zach utána fut, Lyle egy kocsiba zárja be magát előlük. Claire végül meggyőzi az öccsét, hogy adja neki vissza a szalagot.
Niki otthon, mikor felébred, senkit nem talál már, sem Micah-t, sem D.L.-t. Tina jelenik meg, Niki elmondja neki, hogy nem tudta megvédeni a fiát. Tudja, hogy van egy másik énje, még neve is van, Jessica, de Tina nem hisz neki. D.L. és Micah menekülnek valamerre, de az úton egy kocsi állja az útjukat, ami lángokban áll, és bent van rekedve egy nő. D.L. odasiet, hogy kimentse a nőt, a kezét átviszi az üvegen, hogy ki tudja nyitni az ajtót. Szerencsére Hiro és Ando épp arra jár. Hiro megállítja az időt, mielőtt a kocsi robbanna, így mindenki megmenekül. Hiro-ék elmondják Micah-nak, hogy mit csinálnak, elmondják, hogy Hiro járt a jövőben. Micah elhiszi. Niki felhívja Nathan-t, hogy segítsen neki, de Nathan nem segít. Niki felidegesedik, és Jessica veszi át rajta az uralmat, majd elküldi Tinát a házból. Micah éjjel kimegy a telefonhoz, de nem működik. Felteszi a kezét a készülékre és a telefon működni kezd. Beszél Jessicával, és megmondja neki, hogy hol vannak, de D.L. is kiér...
Matt és a felesége között jól alakulnak a dolgot. Matt készül neki elmondani az igazságot, de meghallja, hogy Janice titkol valamit, és inkább nem mondja. Matt-et felkeresik, ugyanis Sylar ismét gyilkolt, ez már a kilencedik áldozata. Találnak egy fickót, aki talán Sylar. Egy házhoz mennek, ahol történt a gyilkosság. Tele van a ház égett roncsokkal, de nem találnak mást. Matt szerint nem Sylar volt az most, hanem valaki más. Ted volt az, akinek az a képessége, hogy elektromos impulzust bocsát ki magából, és nem tudja irányítani. Janice egész nap hívogatja Matt-et, de Matt nem veszi fel. Este hívja fel Matt, hogy rendezzék már végre a kapcsolatukat. Matt az öltözőben hallja egy régi barátja gondolatait, és rájön, hogy vele csalja meg a felesége.

## Elbeszélés
Az epizód elején:
„Nem te választod meg a végzeted. Az választ meg téged. És azok, akik ismertek, mielőtt a sors magával ragadott volna, nem érthetik meg a belső változások mélységét. Nem puhatolhatják ki, hogy mennyire elvesztél a hibákban, hogy a tökéletes cselszövés eszköze vagy, és hogy az élet egésze függőben lehet. Egy hős gyorsan megtanulja, hogy ki képes megérteni és ki áll egész egyszerűen az útjába.”